# Raffaele Forni
Raffaele Forni (* 24. Mai 1906 in Bedretto, Schweiz; † 29. September 1990 in Lugano) war ein römisch-katholischer Erzbischof und Diplomat des Heiligen Stuhls.

## Leben
Raffaele Forni empfing am 29. Juli 1934 das Sakrament der Priesterweihe für das Bistum Lugano.
Am 31. Juli 1953 ernannte ihn Papst Pius XII. zum Titularerzbischof von Aegina und bestellte ihn zum Apostolischen Internuntius im Iran. Der Kardinalstaatssekretär Eugène Kardinal Tisserant spendete ihm am 13. September desselben Jahres die Bischofsweihe; Mitkonsekratoren waren der Sekretär für außerordentliche Aufgaben der Kirche, Kurienerzbischof Antonio Samorè, und der Apostolische Administrator von Lugano, Angelo Giuseppe Jelmini.
Am 24. September 1955 wurde Raffaele Forni von Pius XII. zum Apostolischen Nuntius in Venezuela ernannt. Forni wurde am 27. Februar 1960 Apostolischer Nuntius in Uruguay. Am 23. Oktober 1965 wurde Raffaele Forni Offizial im Staatssekretariat des Heiligen Stuhls. Papst Paul VI. ernannte ihn am 17. Juni 1967 zum Apostolischen Nuntius in Syrien. Von diesem Amt trat Forni am 19. September 1969 zurück.
Raffaele Forni nahm an der zweiten, dritten und vierten Sitzungsperiode des Zweiten Vatikanischen Konzils teil.